# Мансехра
Мансехра (урду مانسہرہ‎) — город в провинции Хайбер-Пахтунхва, Пакистан, центр одноимённого округа. Население — 80 653 чел. (на 2010 год).

## Достопримечательности
Недалеко от города находится национальный парк Сайфул-Мулук. Также в Мансехре находятся уникальные наскальные надписи, которые являются кандидатом в список объектов Всемирного наследия ЮНЕСКО.

## Население
По результатам переписи 1998 года в городе проживало 52 095 человек.